# أبو هاشم الحسن
أبو هاشم الحسن المعيد لدين الله (ت 1040) إمام للدولة الزيدية في اليمن الذين حكم جزءا من المرتفعات اليمنية من 1031 إلى 1038.

## النسب
هو:
الحسن بن عبد الرحمن بن يحيى بن عبدالله بن الحسين بن القاسم الرسي بن إبراهيم طباطبا بن إسماعيل بن إبراهيم بن الحسن بن الحسن رضي الله عنه بن علي رضي الله عنه بن أبي طالب بن عبد المطلب بن هاشم بن عبد مناف بن قصي بن كلاب بن مرة بن كعب بن لؤي بن غالب بن فهر بن مالك بن النضر بن كنانة بن خزيمة بن مدركة بن إلياس بن مضر بن نزار بن معد بن عدنان بن إسماعيل بن إبراهيم عليهما الصلاة والسلام.
وأمه هي:
زينة بنت عبد الله بن الحسن بن عبد الله بن عمر بن الحسين بن القاسم الرسي بن إبراهيم طباطبا بن إسماعيل بن إبراهيم بن الحسن بن الحسن بن علي بن أبي طالب رضي الله عنهما.

## إمامته
كان أبو هاشم الحسن سليل الجيل الخامس من القاسم الرسي (ت 860). في 1031. تمكن من الاستيلاء على صنعاء. هرب أحد النبلاء المحليين ابن أبي حاشد في حين استسلم الآخر منصور بن أبي الفتوح. استمرت سلطة أبو هاشم في صنعاء حتى 1037 عندما تم طرده من قبل رجال قبائل همدان. ودعا الهمدانيون في وقت لاحق جعفر الشقيق الأكبر للمهدي الحسين لحكم المدينة كأمير. شهدت السنوات التالية صراع على صنعاء واستطاع أبو هاشم أن يستعيد السيطرة على المدينة لمدة وجيزة. بعد أن خسر المدينة انسحب لصعدة في الشمال والتي كانت المعقل القديم للزيدية. توفي أبو هاشم في 1040. المدعي الجديد أبي الفتح الناصر الديلمي وصل إلى بيروت من بلاد فارس وربما حتى قبل وفاة أبو هاشم. بعد أن أعلن الدعوة إمامته شرع في الاستيلاء على صعدة وصنعاء بعد بضع سنوات وتحديدا في 1046.
ذكر عنه في خيوط الظلام:
في ظل غياب الإمامة الزيدية، وتراجعها وبروز الزعامات القبلية والدول اليمنية، وفي سنة 418هـ ظهر:
أبو هاشم الحسن بن عبد الرحمن بن يحيى بن عبد الله بن الحسين بن القاسم بن إبراهيم (الرسي) والذي قَدِم من الحجاز كما ذكر الواسعي وزبارة، وتلقب بالمعيد لدين الله، وكانت دعوته من حصن (ناعط) الشهير، ثم سار إلى مأرب وفيها الأمير عبد المؤمن بن أسعد بن أبي الفتوح الذي بايعه وتابعه وأقام عنده. 
وبدعم ومساندة الشيخ ابن أبي الفتوح الخولاني انطلق الإمام المعيد لدين الله أبو هاشم إلى صنعاء، ثم غادرها متوجهاً إلى ذمار ثم سار معه إلى مخلاف جعفر ودخلوا عاصمته مدينة إب وكانت عودة الإمام أبو هاشم إلى ذمار.
وفي سنة 431هـ استدعى ابن أبي حاشد الإمام الحسن بن عبد الرحمن إلى صنعاء فوصلها ولبث فيها ثمانية أيام استعمل عليها عاملاً وخرج إلى ريدة وسار إلى ناعط وكانت وفاته في نفس هذه السنة 431هـ، وقيل توفي سنة 426هـ.
وذكر في الحدائق الوردية:
كان رضي الله عنه من عيون العترة العلوية، ونجمو الأسرة العلوية، قام وإدعى الإمامة في سنة 426 هجرية، ولقب بأمير المؤمنين المعيد لدين الله، وتلقب بالراضي أيضا، ودخل صنعاء في يوم الخميس لثلاث ليال خلون من شعبان سنة 426 هجرية، وصاح صائحه ثاني دخوله صنعاء يوم الجمعة بالصلاة في الجامع فدخل الناس وطلع على المنبر، وخطب وصلى بالناس وانصرف إلى منزله، وأقام في صنعاء إلى نصف شهر رمضان ثم خرج لفساد من عارضه وهو الحسين بن مروان لعنه الله، وأقام عنها مدة حلفت له بني همدان سوى بني حماد في محرم سنة 433 هجرية، فدخل صنعاء يوم الأربعاء لثمان عشر من الشهر المذكور، فأقام بها ثمانية أيام، وولى فيها واليا وخرج إلى ريدة وأقام أمرا بالمعروف، ناهيا عن كل فحشاء ومنكر.
وله دعوة شريفة، قال في الأصل: وجدنا في ظهرها مكتوب: أملانا هذه السيرة تقربا إلى الله تعالى وابتغآء لمرضاته وتحريا لما عنده، والله سبحانه وتعالى ينفع بها ممليها وقارئها وسامعها وجميع الناظرين فيها، ويجعلها عائدة بنظام الدين شائعة البركة على جميع المسلمين آمين رب العالمين.
وذكر أنه بعث بها من ناعظ، وهو قريب من مدينة ريدة من أرض البون، وقريب بالغيل من صعدة في آخر جمادى الآخرة سنة 418 هجرية، وهي دعوة شريفة جمع فيها رضي الله عنه من جواهر العلم الشفافة، ودرره النفيسة ما يشهد براعته ويكشف عن شريف بلاغته.

## أعماله
أول من أختط حصن ظفار، وقد قيل عنه:
وبالمعيد لدين الله ما عذلت *** حتى ثوى ناعظا للفور بالسرر

## الوفاة
دخلت سنة 418هـ وفيها ظهر الإمام الحسن الراضي بن عبد الرحمن وتلقب بالإ‌مام المعيد لدين الله، وسار إلى مأرب وبها عبد المؤمن أسعد بن أبي الفتوح الخولا‌ني فأكرم الخولا‌ني نزله وأقام الناعطي عنده وكتب إلى النواحي بدعوته، وكان يسطر كتبه من عبد الله الإ‌مام المعيد لدين الله الداعي إلى طاعة الله الدامغ لأ‌عداء الله بهذه الفخفخة تسلط على عقول السذج البسطاء وتابعه منصور بن أبي الفتوح، ولما وصل كتابه إلى صاحب الكدرا أعاده مختوماً فغضب منصور بن أبي الفتوح وكتب إلى سبأ بن عبد الحميد وأخيه عبد المؤمن يحثهما على النهوض مع الإ‌مام، وساروا إلى مسور، فلقيهم منصور في جيوش عظيمة ثم قصد الإ‌مام صنعاء ومعه منصور فدخلها في جند كبير، وخطب له قاضي صنعاء بالإ‌مامة فعظم شأن المعيد، وغلظ أمره وارتفع دخانه، وأنفذ ولا‌ته إلى جميع المخاليف.
وأقام بصنعاء أياماً ثم سار إلى حراز، فلقيته عنس وبكيل على بركة ضاف فسار إلى الهان وأقام بها سبعة أيام ثم انتقل إلى ذمار، وأمر بعمارة حصن هران.
ودخلت سنة 419هـ فيها هرع المعيد إلى مخلا‌ف جعفر، ومعه صاحب حصن كحلا‌ن والمنصور بن أبي الفتوح، فأقام بإب وانقاد له أهل المخلاف ثم إنه رجع إلى هران بمراسلة من عنس التي تآمرت عليه بعض قبائلها وقتلته في ذي الحجة سنة 433 هجرية وقيل سنة 426 هجرية.
ودفن بقرية ناعظ باليمن.

## نسله
1- حمزة بن أبو هاشم الحسن، والعقب منه ويقال لهم الأشراف الحمزات أو الأشراف الحمزيين.
2- محمد بن أبو هاشم الحسن، ولا عقب له.
3- علي بن أبو هاشم الحسن، ولا عقب له.